# Amazone à front blanc

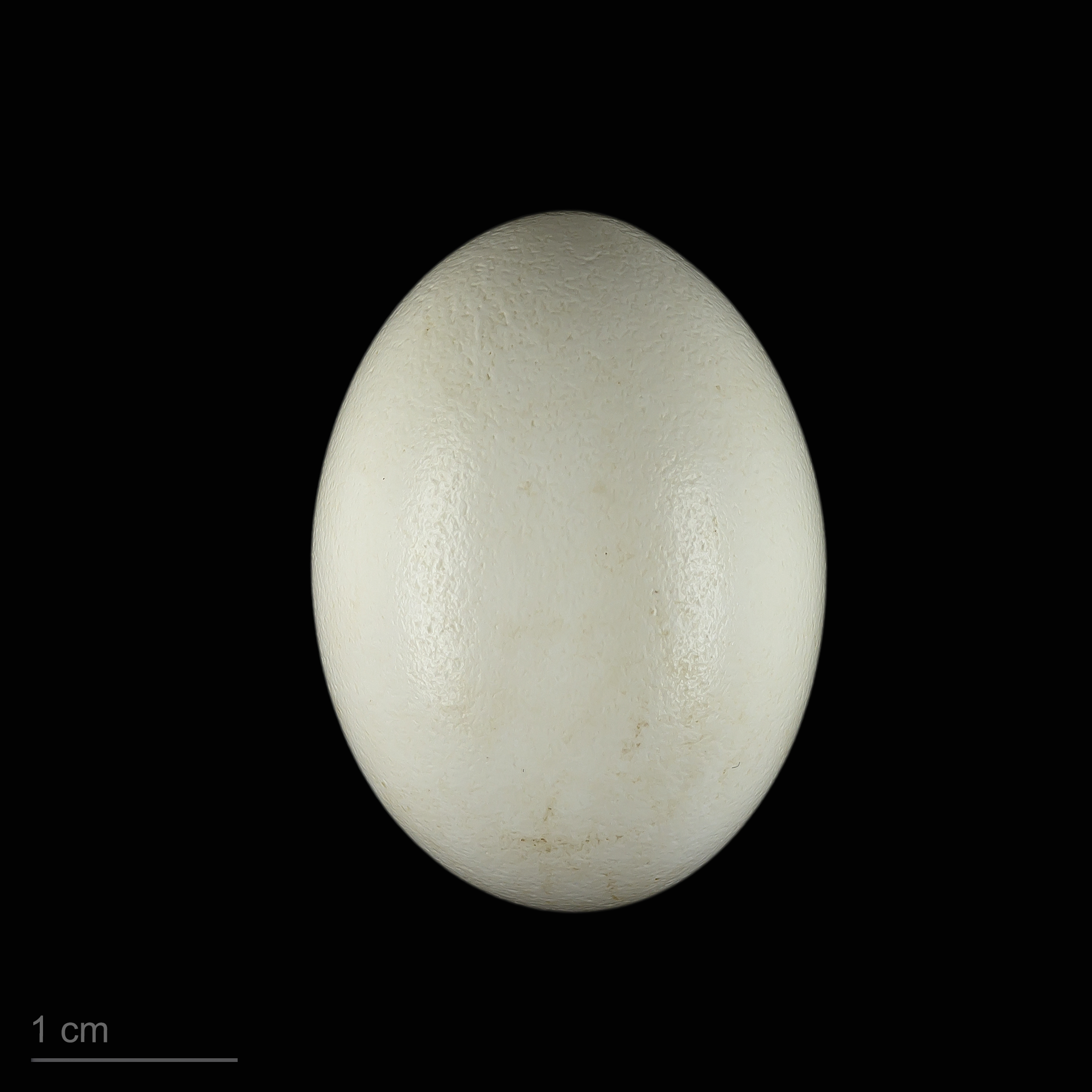
Œuf dAmazona albifrons - Muséum de Toulouse

Amazona albifrons
Espèce
Statut de conservation UICN

 LC  : Préoccupation mineure
Statut CITES
L'Amazone à front blanc (Amazona albifrons) est une espèce d'amazone de l'Amérique centrale.

## Description
Cet oiseau mesure 24 à 25 cm de longueur pour une envergure de 58 cm et une masse de 200 g. Il présente un plumage essentiellement vert avec le front blanc, la calotte bleue, les tours des yeux et les couvertures primaires rouges.

## Répartition
Cet oiseau vit en Amérique centrale : Costa Rica...

## Comportement
Cet oiseau se déplace en groupes pouvant compter jusqu'à 50 individus.